# Zippelpelz

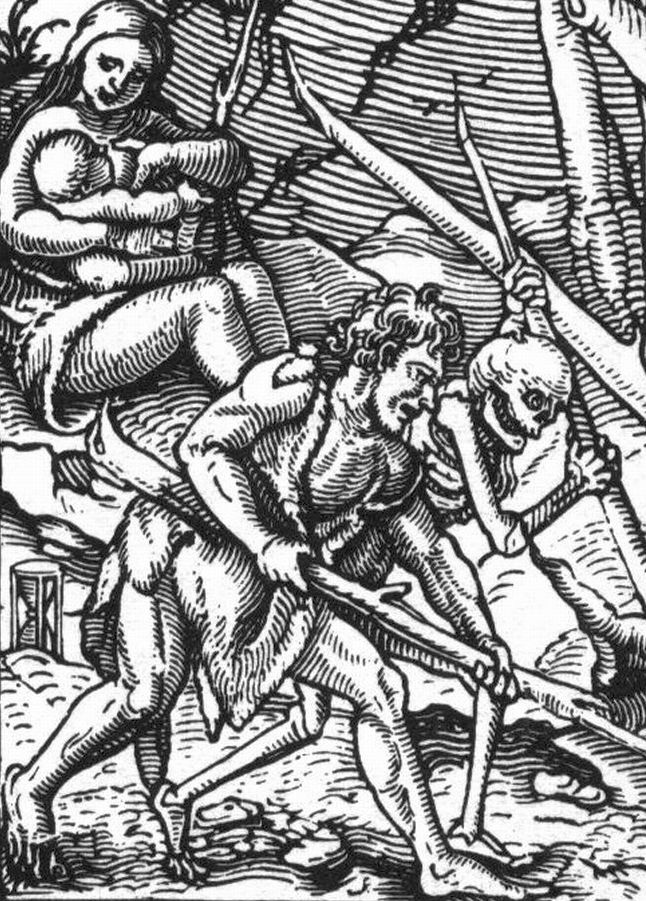
Adam als Bauer im urtümlichen Zippelpelz.
Ausschnitt einer mittelalterlichen Darstellung
(„Totentanz“, Hans Holbein d. J.)

Zippelpelz oder Zipfelpelz bezeichnet ein bäuerliches winterliches Kleidungsstück (Oberrock) aus Lammfell oder Ziegenfell mit vorn und hinten verlängertem Saum (Schöße), das bis ins 19. Jh. getragen wurde. Der allgemeine Begriff für mit der Lederseite nach außen getragene Pelze ist Nacktpelz, heute nur noch selten so genannt (stattdessen Velourslamm-Mantel, entsprechend der modernen Veredlung der Lederseite). Der Name Zippelpelz und auch die Form mit den zwei Schößen fand sich vor allem in Ostdeutschland (Oberlausitz, Schlesien) und Osteuropa. Der Begriff wurde auch für Lammfellkleidung anderer Orte erwähnt, zum Beispiel für eine, jährlich zum Sold gehörende, offenbar ähnliche Unterkleidung der Kosaken.
Der bis zu den Knöcheln reichende Pelz, meist war er aus Schaffellen, wurde ungefüttert mit dem Leder nach außen getragen. An den Ärmeln und am Rumpfteil war er mit aufgenähten Schnüren verziert. Die Beschreibung, die Ernst Willkomm über den einst in der Oberlausitz von den Bauern getragenen Zipfelpelz gab, trifft auch auf den schlesischen zu. Er schrieb: „Die meisten gingen in sogenannten Zipfelpelzen von weissen und schwarzen Schaffellen, die ohne Überzug, aber gar sauber gesteppt waren und namentlich an der Taille breite Verzierungen aus schönen Riemchen von rothem Leder zeigten. Diese Pelze, je nach Alter, waren vom Ansehen bald schneeweiss, bald bräunlich, bald lohfarben, bald ganz schwarz, und die letzteren glänzten, als hätten sie ihre Inhaber gewichst. Sie reichten bis an die Knöchel, wenn sie aber vorn auseinander schlugen, entblößten sie stämmige Beine mit Stiefeln bekleidet bis ans Knie, aus denen die dicken Strümpfe noch bis an den halben Schenkel heraufgezogen waren. An der linken Seite in der Gegend der Hüfte hatten alle diese Pelze einen Schlitz, dass man hindurchfahren konnte. Am unteren Ende desselben blitzte ein großer, blank gescheuerter Messingknopf, und an diesem baumelten ein Paar Fausthandschuhe, doch so, dass nur der eine nach aussen, der andere aber nach innen hing. Diese Handschuhe waren bei den Wohlhabenderen und Alten von schönem Pelzwerk, bei den minder Bemittelten und Jüngeren von gewirktem Wollenzeuge.“

## Frühe Vorläufer des Zippelpelzes

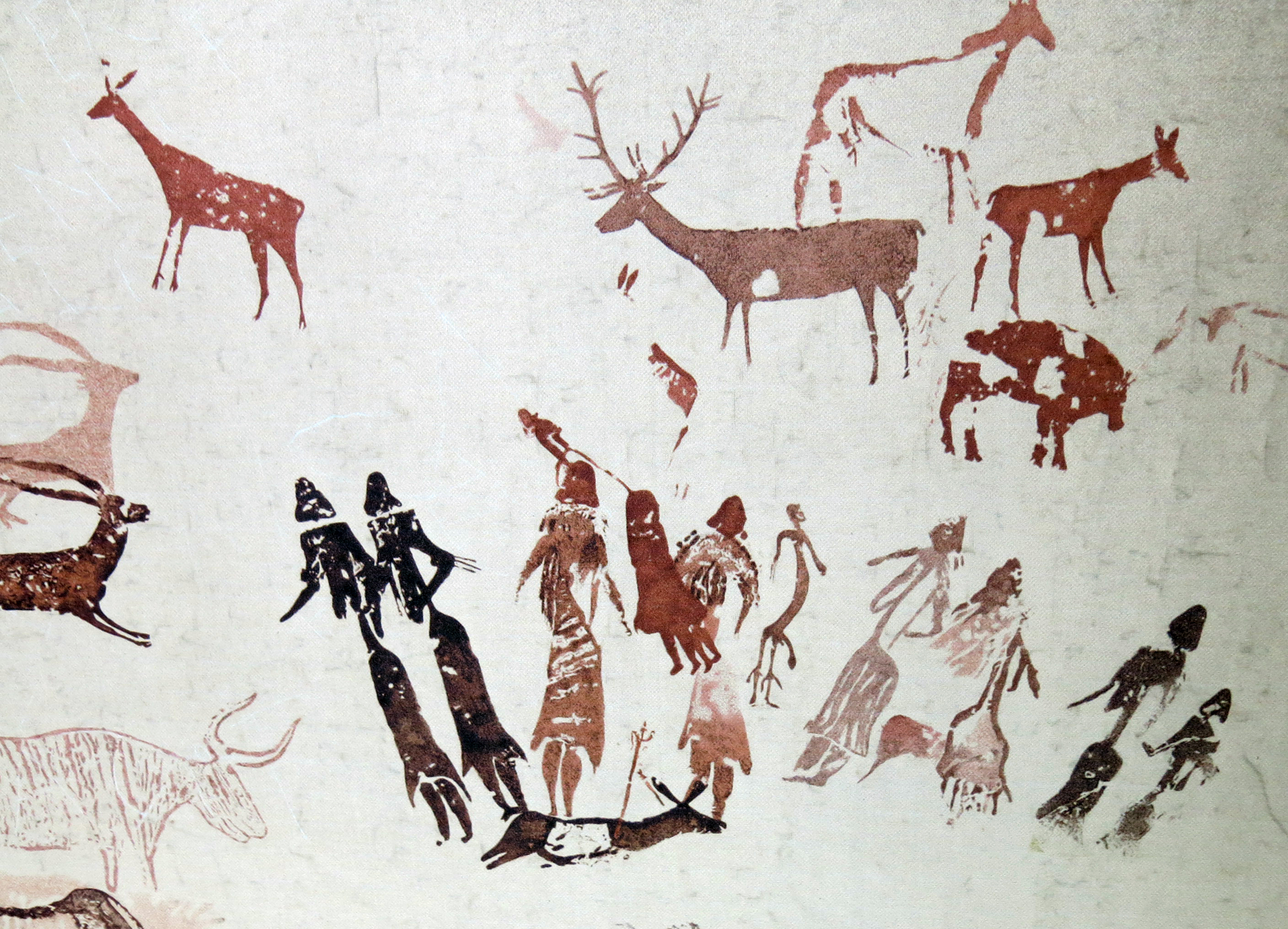
Steinzeitfrauen in zipfeligen Glockenröcken (Felsenbilder von Cogul)

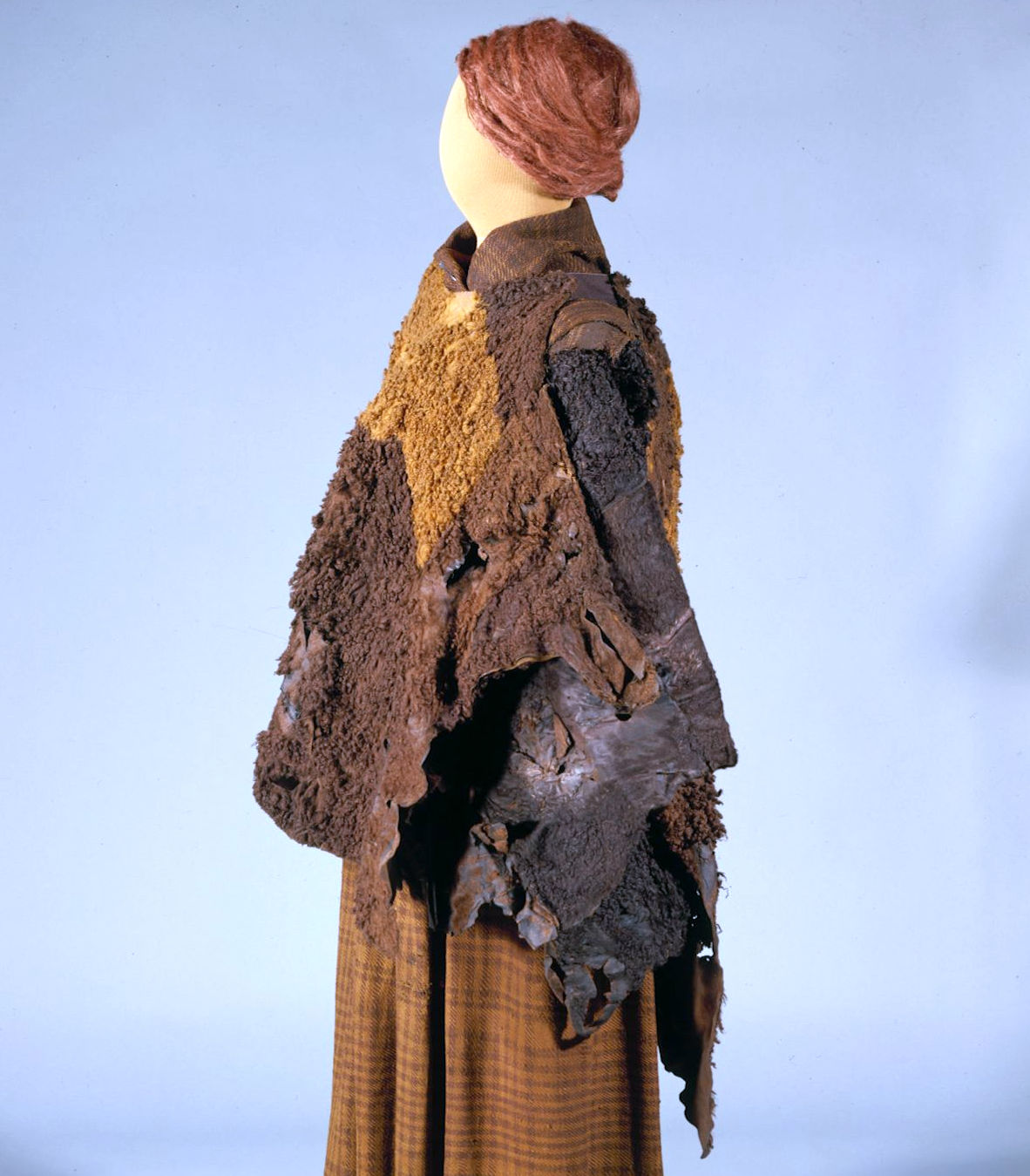
Schaffellcape der Frau von Huldremose, einer Moorleiche aus dem 2. Jahrhundert v. Chr.

Zu den ursprünglichen Bekleidungsstücken der Völker gehörte ein mantelartiger Überwurf aus einem Tierfell, was sich bereits für das Jungpaläolithikum (vor etwa 40.000 Jahren bis zum Ende der letzten Kaltzeit um etwa 9700 v. Chr.) erschließen lässt. Er bestand aus einer kaum beschnittenen Felldecke, die lose über die Schultern gelegt getragen wurde. Teilweise bis in das 20. Jahrhundert hat sich diese Form in Kleidung bei den Feuerland-Indianern sowie bei der einfachen Bevölkerung und in Trachten des ländlichen Raums Ungarns, der Slowakei und Karpatenrusslands erhalten. Es war üblich, die Überwürfe im Winter wärmend mit dem Haar nach innen, im Sommer mit dem Haar nach außen zu tragen.
Auf den steinzeitlichen Felsbildern in Cogul in Nordspanien sind Frauen, bei der Vorführung eines Zeremonialtanzes, mit langen Glockenröcken bekleidet, die einen vorderen und einen hinteren Schoßzipfel zeigen. Diese Zweizipfligkeit blieb seit dem Jungpaläolithikum das besondere Kennzeichen urtrachtlicher Pelzkleider aller Erdteile. Eine sich aus der natürlichen Fellform ergebende Tracht findet sich mit einer ähnlichen Optik auch beim Seehund-Parka der Eskimos.
Frühzeitig ging man zu Schlitzüberwürfen über, indem man in die Felle ein Loch zum Durchstecken des Kopfes schnitt. Dadurch konnte der Umhang nicht mehr herunterrutschen und der Träger konnte Arme und Hände frei bewegen. Diese, als Poncho bezeichnete Form ist über alle fünf Erdteile und die indonesische Inselwelt verbreitet. Im Germanischen Kulturkreis sind Schlitzüberwürfe ein fester Bestandteil der Kleidung. Das Salzburger Antiphonar aus dem 12. Jahrhundert bildet zum Beispiel zwei Hirten bei der Verkündung der Geburt Christi ab, von denen der rechte eine „Baita“, ein Schulterüberwurf in der Art eines Ponchos (althochdeutsch pfeit), aus Fellen mit zwei Zipfeln trägt. Eine besondere Blüte erlebte der Schlitzüberwurf im 14. Jahrhundert in einer bis zu knöchellangen Form als Tappert. Besonders lang hat sich die Baita in den Volkstrachten der Ostalpen als „Wetterfleck“ oder „Kotze“ erhalten.

## Der Zippelpelz

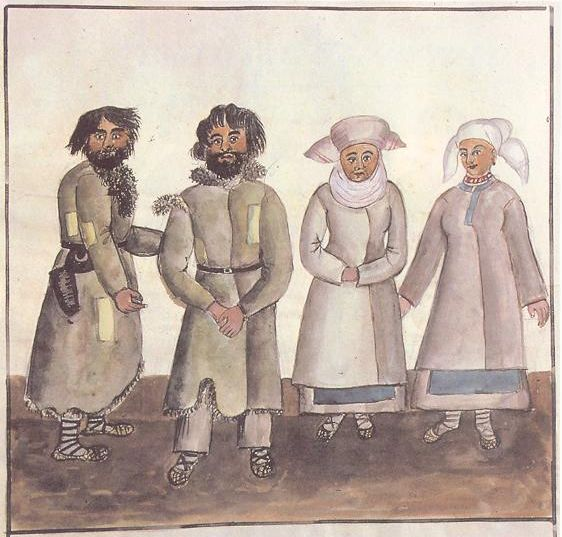
Einwohner von Tschornobyl, Nordukraine (1848)

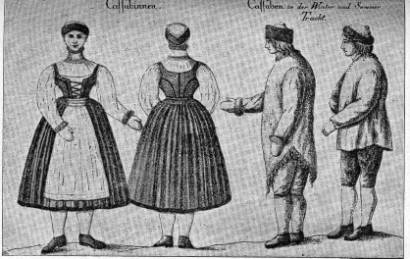
Kaschuben

Zu Beginn der Hallstattzeit (um 800 bis 500 v. Chr.) endete das warme und trockene Klima Mitteleuropas, damit wandelte sich auch das Bekleidungswesen ganz wesentlich. Die leichten und lockeren Wickeltrachten genügten den Ansprüchen nicht mehr, die Kleidung wurde körpernaher. Bei den Schlitzüberwürfen wurden die offenen Seiten zugenäht, wohl etwa gleichzeitig stattete man sie auch mit Ärmeln aus. Die zipfelartigen Schöße blieben dabei erhalten, wie es auf zahlreichen Abbildungen noch zu sehen ist.
Im 11. Jahrhundert wurde begonnen, Pelze zu färben. Man trug Pelze mit rotgefärbten Pelzzipfeln, die man „Gulae“, auch wohl „Gueulis“ nannte.
Auch wenn sich der zipflige Pelz an vielen Orten Europas, bis hinein in die höfische Tracht, nachweisen lässt, so ist er doch vor allem in der Volkstracht des ostdeutsch-westslawischnen Grenzraums beheimatet, wo sich auch viele andere urtrachtliche Formen noch lange erhalten hatten. Auch die Aussprache „Zippel“, mit -pp- anstelle des schriftsprachigen „Zipfel“, weist auf eine ostmitteldeutsche Herkunft hin.
Als einfachstes Kleidungsstück band sich in Ungarn der Besitzer das zubereitete Fell auf den Rücken, das Rückenfell, der Kacagány. Aus edlerem Fell war der Kacagány der Adligen und der Soldaten, ansonsten war das Rückenfell ein Schaffell. Es war zu Beginn des 19. Jahrhunderts noch so gebräuchlich, dass die Kinder in der Großen Ungarischen Tiefebene es auf dem Schulweg trugen. Der an der Schuba, einer Schaffelljacke der ungarischen Hirten, getragene Kragen mit Füßen, Klauen und Schwanz des Lamms ist ein Überbleibsel dieses Rückenfells. Das Gegenstück des Rückenfells ist das Brustfell, ein vor die Brust gebundenes, nicht zugeschnittenes Fellstück. Die Hirten des ungarischen Hortobágy trugen bei ihrer Arbeit beides, Brust- und Rückenfell. Der Zippelpelz ist vielleicht ein Überbleibsel dieser urtrachtlichen Form.
In der Inventur eines wohl nicht besonders begüterten, im Jahr 1582 verstorbenen Breslauer Kürschnermeisters befanden sich neben sehr vielem anderen 33 große und 14 kleine Zippelpelze, das Stück zu 27 gr., 10 Zippelpelze ohne Ärmel, das Stück zu 20 gr., 1 Ziegenzippelpelz zu 15 gr. und 1 Zippelpelz zu 9 gr. Im Jahr 1589 wird den Breslauer Kürschnern von ihrer Zunft verordnet, dass Zippelpelze weder mit Lilien, Herzen noch sonst welchen Verzierungen angefertigt werden dürfen. Der Hintergrund dieser Bestimmung war vermutlich, die Kollegen zu schützen, die nicht in der Lage waren, solche kunstvollen, in Teilen Osteuropas allgemein üblichen Arbeiten herzustellen. Die Meistervereinigungen insbesondere kleiner Orte nutzten solche regionalen Einschränkungen auch dazu, auswärtigen Jahrmarktsbeschickern ebenfalls das Verkaufen solcher, „nicht in Brauch“ befindlicher „neuer Moden“ möglichst verbieten zu lassen.
Eine weitere frühe Fundstelle des Begriffs Zippelpelz findet sich in den „Sinngedichten“ Friedrichs von Logaus (* 1604; † 1655):
Du Schelme, du Bauer! so zierliche Titel
Verehrten die Krieger den Bauern ins Mittel;
Nun Krieger getreten in Zippelpelzorden;
Sind dieserlei Titel Besitzer geworden.
Zu entnehmen ist, dass der Zippelpelz zur Zeit Logaus unter dem Bauernstand so verbreitet war, dass er zu ihrem Kennzeichen schlechthin werden konnte. Wie man im Mittelalter die Bauern nach ihren kennzeichnenden Schafpelzen als „beltz gebûre“ („Pelzbauern“) bezeichnete, spricht der Autor hier ironisch von einem „Zippelpelzorden“. Ein Verlassenschaftsinventar eines Kürschners in Mährisch-Trübau aus dieser Zeit verzeichnet 31 Stück „Zipfl-Pelz“ mit einem Wert von jeweils 20 Groschen. Da nach einem gleichzeitigen Inventar ein zugerichtetes Schaffell 9 Groschen kostete, darf man schließen, dass jeder Zippelpelz aus zwei Schaffellen bestand, die Brust und Rücken deckten. Da für die Arbeitskosten und eventuelle Zutaten nur zwei Groschen verbleiben, muss es sich um eine sehr einfache Ausführung gehandelt haben, zumal in dem gleichen Inventar bessere Pelze mit weit höheren Beträgen verrechnet wurden.
Die leibkittelartige Urform des Zippelpelzes war wohl zum Ende des 19. Jahrhunderts in keiner ostdeutschen Landschaft mehr lebendig. Die urtümlichste Form fand sich bei den mittelmährischen Hannaken. Franz Josef Schwoy besaß noch am Ausgang des 18. Jahrhunderts „einen sogenannten Zippelpelz von Schaffellen, welcher keine andere Öffnung hat als unten eine weite, wodurch er mit von sich gestreckten Armen hineinkriecht, und oben eine engere, durch die er den Kopf hinausstreckt. Dabei hat ein solcher Pelz Ärmel und sowohl hinten als vorn einen schmal hinabhängenden Zipf; und dieses Gewand reicht ihm bis an die Hälfte der Schenkel hinab.“
In einem Lied, das die Hannakische Volkstracht besingt, heißt es von diesem Zippelpelz:
Kožožek veševane, s dvoma ocaskama.
„Ein ausgestickter Pelz mit zwei Schwänzen“.

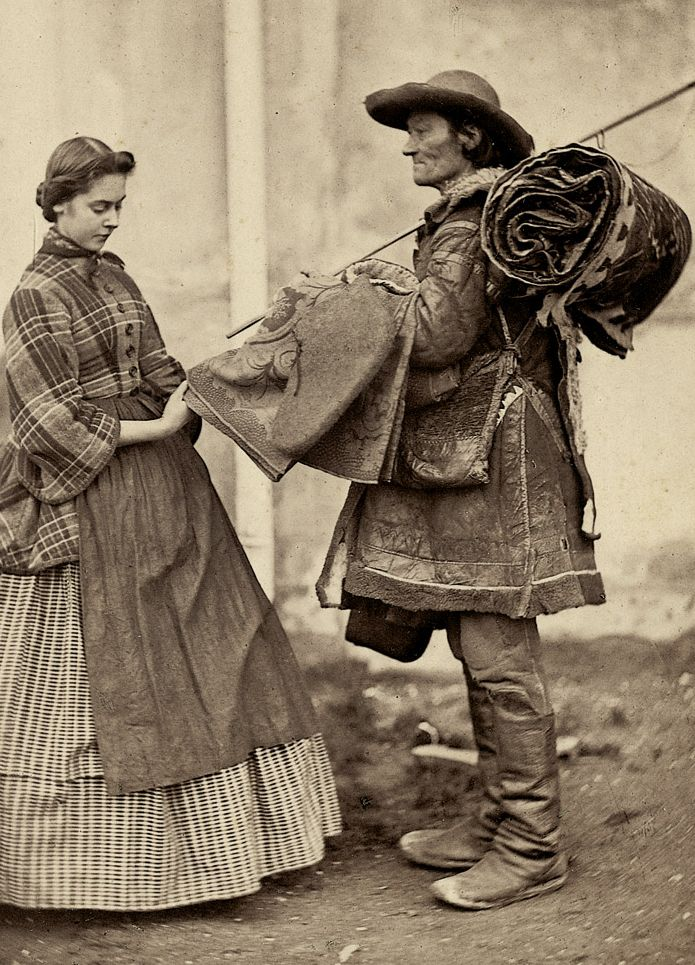
Südosteuropäischer Kleidungs-Hausierer. Die Lammpelze sind inzwischen oft aufwändig bestickt und zeugen von einem größeren Wohlstand der Bauernschaft. Der Saum ist jetzt immer begradigt (1860er Jahre)

Die tschechische Trachtenforscherin Renata Tyršová beschreibt das hannakische Kleidungsstück als einen primitiven Nacktpelz mit zwei Fellzipfeln und einer bunten Stickerei auf der Brustseite. Folgt man einer Zeichnung von Josef Hanika, dann hatte diese Ausführung des Zippelpelzes einen geraden Saum, an dem vorn und hinten ein Fuchsschwanz befestigt war. Eine Beschreibung aus dem Jahr 1810 berichtete aus dem ungarischen Komitat Neutra, dass man dort aus „rohen Fellen unerhört große Pelze“ anfertigt, „eine solche Bunda sei ein «ungeheurer Zipfelpelz»“.
Trotz seiner ärmlichen Ausstattung gehörte der Zippelpelz zu den wertvollsten Kleidungsstücken des Bauern. Ein Lied über das Grazer Bauernelend – auch hier im Südosten der deutschen Volkssprachlichkeit war also der Begriff bekannt – klagt:
Sowohl der Freund als wie der Feind,
Den Bauern beede rupfen,
Den Zippelpelz musst geben heunt
Morgen heißt's, gib d’Juppn.
Nachdem auch bei den bäuerlichen Lammfellpelzen die Säume nicht mehr naturgegeben zipfelig belassen wurden, geriet auch die Herkunft des Wortes weitgehend in Vergessenheit. Selbst ein angesehener Germanist und Volkskundler, Karl Weinhold, nahm bereits im Jahr 1855 fälschlicherweise an, dass das Wort „Zippel“ ursprünglich „Lämmerschwanz“ bedeutete und dass der Zippelpelz nach seiner Herstellung aus Lämmerschwänzen benannt sei.

## Zitate
- Liese, liebe Liese, sey doch nicht so bise, lehn mir deinen Zipfelpelz, dasz ich nicht erfriese.[18]

- Der Zippelpelz. Ein Zweigesang zwischen Vater und Sohn. Mündlich, aus der Gegend von Grünberg in Schlesien.

Sohn: „Voater, kooft mir doch an Zippelpelz! Voater, kooft mir doch an Zippelpelz! Druben Saigers Michel, ja ba moaner Sichel! Dar hat an rechten darben, dicken Zippelpelz.“
Vater: „Junge, du krigkst heuer noch keen'n Zippelpelz! Gih norrn zu Herrn Pfoarrn, Dar ward's dir schun soahn, Dar ward dir schun de Ploaneta lasen!“
Sohn: „Woas gihn mer denn de Ploaneta ann, On'n Brustloatz häng'n de Zumpen; De Jack ist nischt als Lumpen, Ich känn ja nie me verr de Loite gihn.“
Vater: „Junge, hier mich nu noch eemoal an, Dar Winter is verbei, S'is su goar schlaichte Zeit: Du koanst hoier immer noch im Brustloatz gihn.“
Sohn: „Voater, krieg' ich keenen Zippelpelz, Na, ihr ward schon sahn, Könnt ihr Obacht hoan, I war under de Soloaten gihn!“
Vater: „Junge – wu ich nu noach dan Stecken graife! Doas is doch zu stoark. Mach mer'sch nee zu oargk Mit dan dicken, darben Zippelpelz!“
Sohn: „Ihr schoafft mer halt keen'n Zippelpelz: Wenn's werd Summer sain, Un de Sunne schain'n, Dernäach - - - in oiren Zippelpelz!“
(oa = a; kooft = kauft, druben = droben; Saigers= des (Holz-)Sägers; hoier = heuer, in diesem Jahr; norr = nur; Pfoarrn = Pfarrer; schun = schon; soahn = 1) sehen, 2) sagen; de Ploaneta lasen = die Zukunft sagen, auslegen (auf den schlesischen Jahrmärkten wurden auch unter dem Volk sehr beliebte Schriften unter dem Namen „Planeten“ verkauft); Zumpen = Fetzen; Loite = Leute; gihn = gehen, hier = hör; schlaichte = schlechte; wu = wenn).
- Es steht dem bei Peter, Volkstümliches aus Oesterreichisch-Schlesien 1, 337 fg. mitgeteilten Texte sehr nahe und lässt sich mehrfach aus demselben berichtigen.

Schlacht a "la Back, Eeeft mer ock en Ruck Oder anen dicka Zippelpelz.
Vater: Nee 's is' doch a rechter Schwefelsjunge, A ganza Tag gieht a rim an brumme.
Du warst's aber sahn, 's ward doch nich geschahn. Du krigst heuer no ken Zippelpelz.
Sohn: Wenn ihr mir ken Zippelpelz thut keefa, Ward ich mir die Loada nich ausreefa,
Wenn ihr's nich wullt thun, kinnt ihr's bleiba luhn, Und ich ploamp' euch üf a Zippelpelz.
- Etwas später, aber doch noch immer zu einer Zeit, wo noch kein anderer Vogel ausser dem Spatzen an Liebesfreuden denkt, piept die Kohlmeise (Parus major L.) ihr „Zippelpelz, Zippelpelz, Zippelpelz“ an allen Ecken und Enden der Mittelgebirgsdörfer. Ein wegen seines zahlreichen Auftretens allbekannter Vogel dortselbst, kennt ihn doch niemand unter seinem richtigen Namen. Man nennt die Kohlmeise nach ihrem Paarungsrufe, der thatsächlich wie das schnell ausgesprochene Wort Zippelpelz klingt, nur Zippelpelz.[21]

- Ein mittelalterliches Scherzrätsel:

Die Kürschner in Schlesien sein große Künstler, denn sie bereiten eine lederne Badstube, daran ist eine rauhe Thür. Einer stecket darin, zwee hängen dafür. Rathe waß das ist: Ein Zippelpelz, denn darin schwizet der Pauer, alß in einer Badstuben. Vorn ist ein solcher Pelz rauh, undt daran henget hinten und Vorn ein Zippel.